# Mackenzie Blackwood
Mackenzie Blackwood, född 9 december 1996, är en kanadensisk professionell ishockeymålvakt för Colorado Avalanche i National Hockey League (NHL).. Han draftades av New Jersey Devils i andra rundan som 42:a totalt vid NHL Entry Draft 2015.